# 하버워크

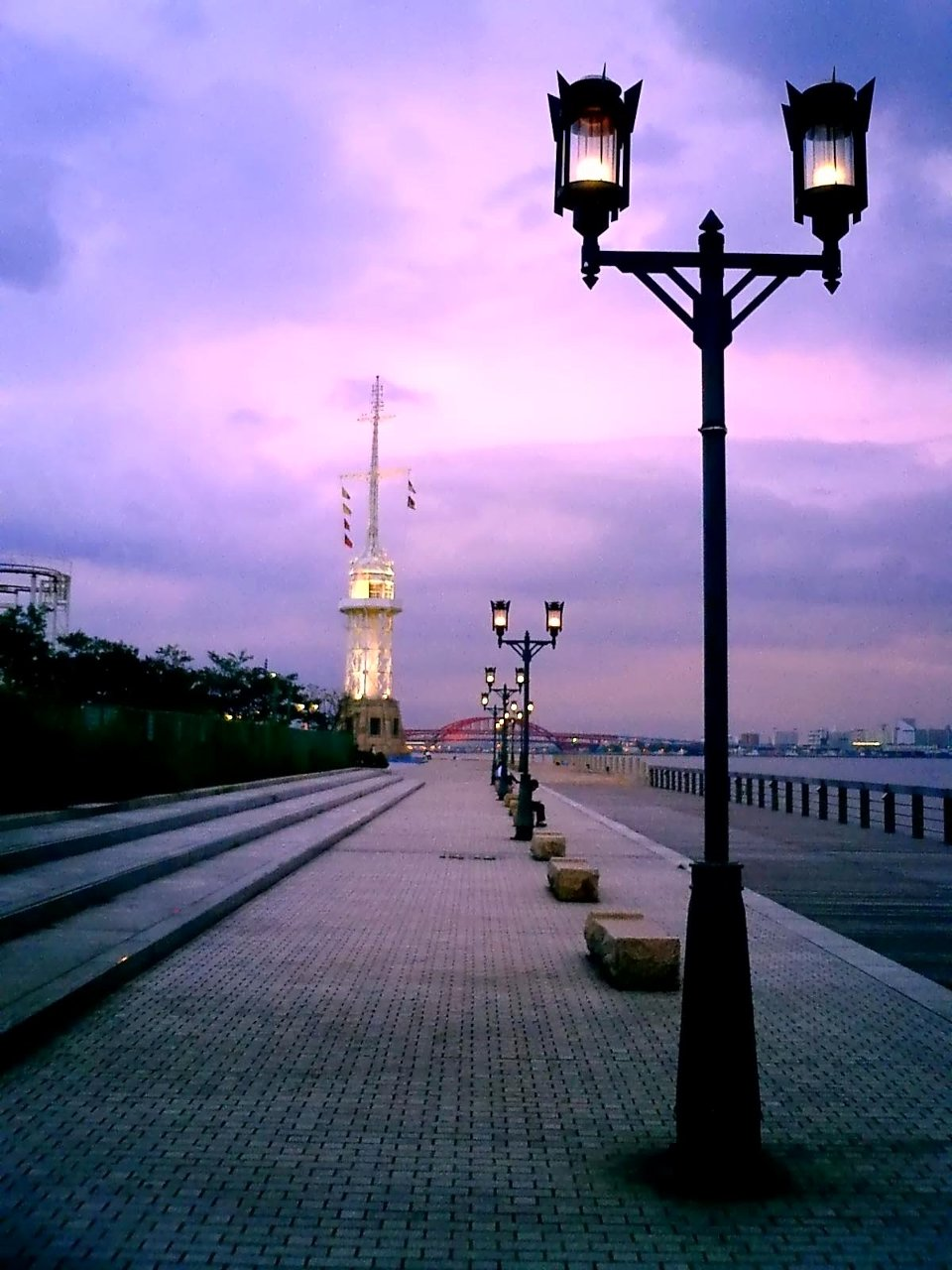
하버워크

하버워크는 1992년 고베 하버랜드 완성에 맞춰 구 고베 항 신호소에서 벽돌 창고 레스토랑 거리 옆 선착장까지 바닷가에 정비된 산책로이다. 일정한 간격으로 가로등과 벤치가 설치되어 조용히 바다를 바라볼 수 있다.